# Moment of Clarity
Moment Of Clarity – pierwszy album studyjny fińskiego zespołu New Dawn Foundation. Powstał w 2006 roku.

## Lista utworów
1. "Weak" - 4:42
2. "Last Night" - 4:11
3. "Wrapped In Plastic" - 5:08
4. "Mourning Rain" - 3:53
5. "Blackened Hearts" - 4:56
6. "Horrors Of The Present Day" - 4:56
7. "All Life Is Losing" (4:48
8. "I Love My Misery" - 6:15
9. "No Fate Inside" - 3:59
10. "Apology" - 4:45